# Black kigyō
Uma Black kigyō (ブラック企業/ブラック会社) é um termo japonês para um sistema de emprego explorador ou reminiscente à sweatshops.
O termo "sweatshop" está associado à indústria manufatureira, e ao comércio de vestuários; no entanto, no Japão, as empresas clandestinas são mais frequentemente associadas ao trabalho de escritório, em vez da indústria têxtil.

## Etimologia
O termo “empresa negra” foi cunhado no início dos anos 2000 por jovens trabalhadores de TI, mas desde então passou a ser aplicado a vários setores.

## Condições
Embora as especificidades possam variar de local de trabalho para local de trabalho e de empresa para empresa, uma prática típica em uma empresa negra é contratar um grande número de funcionários jovens e, em seguida, forçá-los a trabalhar grandes horas extras sem pagamento. As condições são precárias e os trabalhadores são submetidos a abusos verbais e assédio moral (bullying) por parte de seus superiores. Para manter os funcionários, os superiores de empresas negras frequentemente ameaçam os jovens funcionários com descrédito caso eles decidam pedir demissão.

## Casos notáveis
Mina Mori, uma funcionária de 26 anos da rede de restaurantes Watami, cometeu suicídio dois meses após ingressar na empresa em 2008.  Sua família apresentou uma queixa ao Escritório de Normas Trabalhistas de Yokosuka para buscar o reconhecimento do suicídio como relacionado ao trabalho. Quando sua reivindicação foi negada, eles apelaram ao Departamento de Trabalho da Prefeitura de Kanagawa, que reconheceu o estresse relacionado ao trabalho como a causa do declínio de sua saúde mental. Em dezembro de 2015, Watami chegou a um acordo extrajudicial de ¥130 milhões com a família, e o fundador do Watami, Miki Watanabe, pediu desculpas. 